# Довга (гора)
До́вга — гора в массиве Горганы (Украинские Карпаты). Расположенная в южной части Надворнянского района Ивано-Франковской области, на северо-запад от села Поляница, недалеко от горнолыжного курорта Буковель.
Высота 1371,3 м (по другим данным — 1370,8 м). Северные и южные склоны крутые, западный склон пологий.
Северо-западный склон переходит в пологий хребет, который тянется на северо-запад к горе Плоской (1352,6 м). К северу от вершины расположен пешеходный перевал Столи (1130 м).